# 도학초등학교 (전북)
도학초등학교는 대한민국 전북특별자치도 정읍시에 있는 공립 초등학교이다.

## 학교 연혁
- 1957년 9월 3일: 개교

## 참고 자료
- 도학초등학교 - 한국교육학술정보원 학교알리미